# Versace (merk)
Versace (Internationaal uitgesproken als [ver'saʧe]) is een Italiaans modemerk. Het merk werd in 1978 opgericht door Gianni Versace. In 1997 werd Gianni Versace vermoord voor zijn huis aan Ocean Drive in Miami en werd het merk overgenomen door zijn zus Donatella Versace als artistiek directeur en zijn broer Santo Versace als CEO. Vanaf 2025 staat Dario Vitale aan het roer als creatief directeur bij Versace.
Versace is een toonaangevend modehuis dat naast kleding ook accessoires, parfums en make-up voor verschillende merken van de overkoepelende Verim S.A. Group produceert. Sinds 1995 behoren ook woonaccessoires tot het assortiment, zoals meubels, verlichting en vloerkleden.
Verschillende beroemdheden zijn het gezicht voor Versace geweest, onder anderen prinses Diana, Lady Gaga, Madonna, Demi Moore, Britney Spears, Christina Aguilera en Halle Berry.
De winkels zijn te vinden in steden zoals New York, Parijs, Venetië, Londen, Brussel, Milaan en Hongkong.
Eind 2018 werd het modemerk overgenomen door het bedrijf van Michael Kors voor 1,7 miljard euro. De naam van de holding van Kors veranderde op hetzelfde moment in Capri Holdings. Donatella Versace bleef creatief directeur.
In maart 2025 kondigde Donatella Versace aan te stoppen als creatief directeur van Versace. Ze wordt opgevolgd door Dario Vitale, die als eerste buitenstaander deze titel mag dragen. Donatella Versace blijft wel nog als chief brand ambassador verbonden aan het modehuis.
In april 2025 werd bekend dat Versace wordt overgenomen door Prada. Prada betaalt € 1,25 miljard voor Versace met een jaaromzet van een miljard euro. Volgens Prada is er weinig overlap tussen beide bedrijven.